# Fronteira Líbano–Síria
A fronteira entre o Líbano e a Síria é a linha que de 375 km de extensão, que separa o norte e o leste do Líbano do território da Síria, passando ao norte pelo rio Nahr el Kabir. Indo para o sul passa pelo maciço do Anti-Líbano, mais ao sul pelo Vale do Bekaa, até as Colinas de Golã (Fazendas de Shebaa), tríplice fronteira com Israel.
Devido à história da ocupação síria do Líbano e ao envolvimento político da Síria com o Líbano desde a década de 1970, essa fronteira nunca foi exatamente definida, apesar de insistentes pedidos libaneses. Os traçados reivindicados pela Síria e pelo Líbano diferem em vários pontos. Foi traçada durante o mandato francês sobre as duas nações, mas diferem das definidas em 1920, quando da criação pela França do Grande Líbano. Como exemplo, a região de Deir el Achayer,  próxima à estrada de Damasco, é considerada por ambos países como lhes pertencendo.
A zona das fazendas Chebaa esteve por muito tempo excluída dos mapas libaneses, sendo consideradas como território sírio após a ocupação por Israel na Guerra dos Seis Dias em 1967. Tem sido reclamada pelo Líbano com apoio sírio, depois da retirada israelense do Sul do Líbano em 2000. Essas divergências vêm provocando conflitos armados entre o Líbano e Israel, sem uma solução clara.
Desde 2011, a região da fronteira foi seriamente afetada pelas consequências da Guerra Civil Síria.